# Sallust
Sallust (Gaius Sallustius Crispus) (født 86 f.Kr., død 34 f.Kr.) var en romersk historiker, der er en af hovedkilderne til det 1. århundrede f.Kr. Han tilhørte den romerske ridderstand og var folketribun i 52 f.Kr.
I hans embedsår blev Publius Clodius myrdet af Titus Annius Milo, og i de efterfølgende gadekampe var han på Clodius' tilhængeres side. Kort efter, da borgerkrigen mellem Julius Cæsar og Pompejus brød ud, sluttede han sig til Cæsar. Takket være Cæsars venskab opnåede han både at blive kvæstor og prætor.
Af hans tre historiske hovedværker, Den Jugurthinske Krig (Bellum Jugurthinum), Den catilinariske sammensværgelse (De Coniuratione Catilinae) og Roms Historie (Historiae), er kun de to første bevaret. Han er inspirationskilde for bl.a. Tacitus